# Pachycephala implicata
A Pachycephala implicata a madarak osztályának verébalakúak (Passeriformes) rendjébe és a légyvadászfélék (Pachycephalidae) családjába tartozó faj.

## Rendszerezése
A fajt Ernst Hartert német ornitológus írta le 1929-ben.

## Alfajai
- Pachycephala implicata implicata Hartert, 1929
- Pachycephala implicata richardsi Mayr, 1932[2] vagy Pachycephala richardsi[1]

## Előfordulása
Csendes-óceán déli részén, a Salamon-szigetek tartozó Guadalcanal területén honos. Természetes élőhelyei a szubtrópusi és trópusi hegyi esőerdők. Állandó, nem vonuló faj.

## Megjelenése
Testhossza 16,5 centiméter, a hím testtömege 33,5–37 gramm, a tojóé 30–39 gramm.

## Életmódja
Rovarokkal táplálkozik, esetenként kisebb csigákat, bogyókat és magvakat is fogyaszt.

## Természetvédelmi helyzete
Az elterjedési területe elég kicsi, egyedszáma viszont stabil. A Természetvédelmi Világszövetség Vörös listáján nem fenyegetett fajként szerepel.